# 경기도군포의왕교육지원청
경기도군포의왕교육지원청(京畿道軍浦義王敎育支援廳, Gunpo Uiwang Office of Education)은 경기도 군포시와 의왕시를 관할하는 경기도교육청 산하의 교육지원청이다.
교육장은 장학관으로 보한다.

## 산하기관

### 초등학교
군포시
| - 곡란초등학교 - 관모초등학교 - 광정초등학교 - 군포대야초등학교 - 군포양정초등학교 - 군포옥천초등학교 - 군포초등학교 | - 군포화산초등학교 - 궁내초등학교 - 금정초등학교 - 능내초등학교 - 당동초등학교 - 당정초등학교 | - 도장초등학교 - 둔대초등학교 - 둔전초등학교 - 부곡중앙초등학교 - 산본초등학교 - 수리초등학교 | - 신흥초등학교 - 오금초등학교 - 용호초등학교 - 태을초등학교 - 한얼초등학교 - 흥진초등학교 |

의왕시
| - 갈뫼초등학교 - 고천초등학교 - 내동초등학교 - 내손초등학교 | - 덕장초등학교 - 모락초등학교 - 백운초등학교 | - 오전초등학교 - 왕곡초등학교 - 의왕덕성초등학교 | - 의왕부곡초등학교 - 의왕초등학교 - 포일초등학교 |

### 중학교
군포시
| - 곡란중학교 - 군포중학교 - 궁내중학교 | - 금정중학교 - 당동중학교 - 당정중학교 | - 도장중학교 - 부곡중앙중학교 - 산본중학교 | - 수리중학교 - 용호중학교 - 흥진중학교 |

의왕시
| - 갈뫼중학교 - 고천중학교 | - 덕장중학교 - 모락중학교 | - 백운중학교 - 의왕부곡중학교 | - 의왕중학교 |

## 같이 보기
- 대한민국 교육부